# Massongex
Massongex ([masõˈʒe], toponimo francese) è un comune svizzero di 1 823 abitanti del Canton Vallese, nel distretto di Saint-Maurice.

## Monumenti e luoghi d'interesse

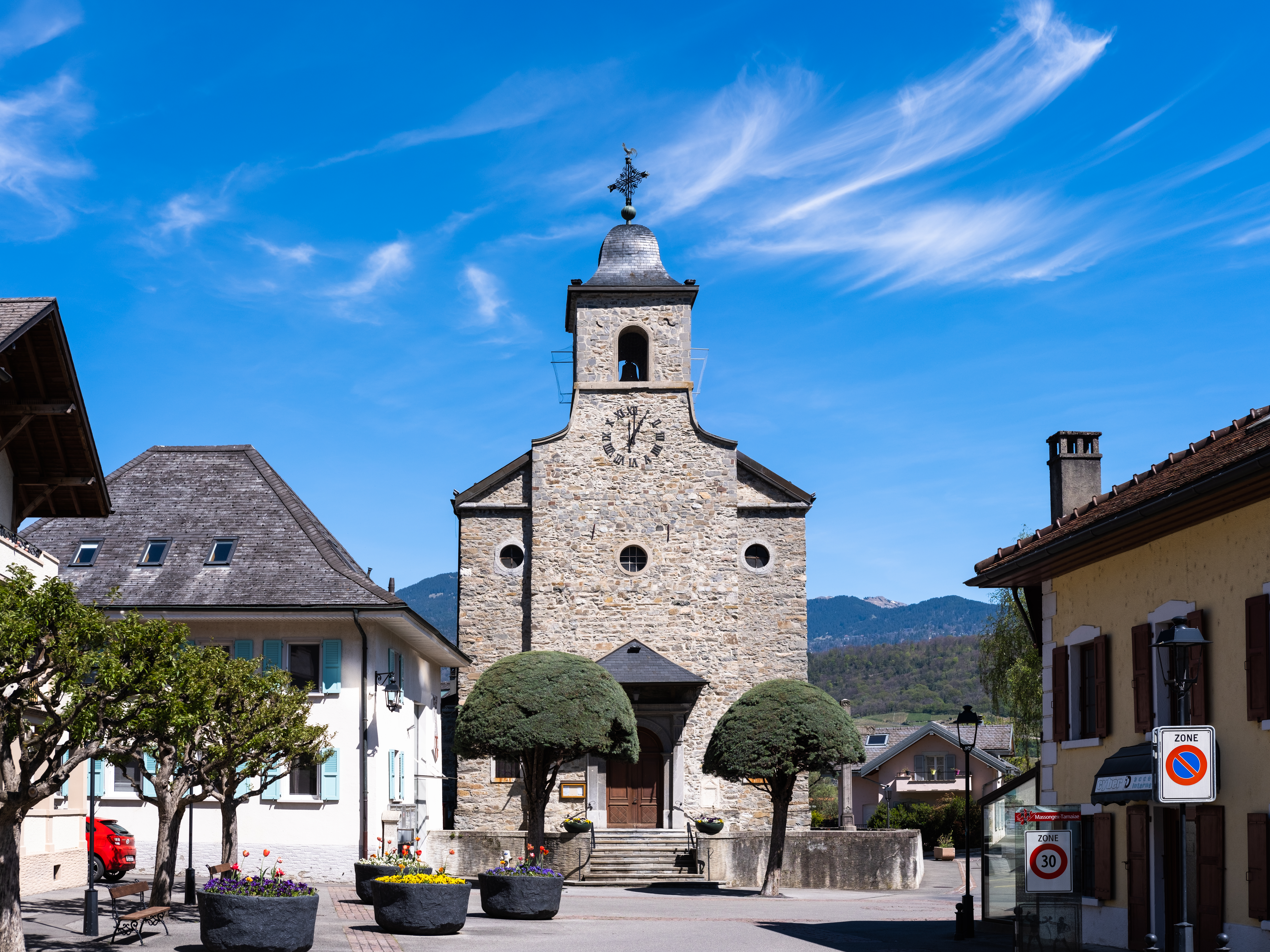
La chiesa di San Giovanni Battista

- Chiesa parrocchiale cattolica di San Giovanni Battista, attestata dal 1250 e ricostruita nel 1606 e nel 1820[1].

## Società

### Evoluzione demografica
L'evoluzione demografica è riportata nella seguente tabella:
Abitanti censiti

## Infrastrutture e trasporti
Massongex è servito dall'omonima stazione, sulla ferrovia Saint-Gingolph-Saint-Maurice.

## Amministrazione
Ogni famiglia originaria del luogo fa parte del cosiddetto comune patriziale e ha la responsabilità della manutenzione di ogni bene ricadente all'interno dei confini del comune.